# Charles Poingdestre

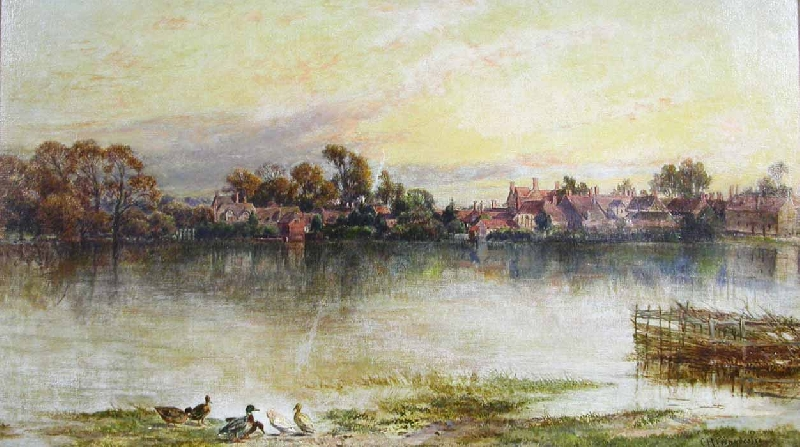
’’River Scene with Buildings’’

Charles Henry Poingdestre (Jersey, 1825-Londres, 1905) fue un pintor británico del siglo XIX.

## Biografía
Descendía de una familia noble, uno de sus antepasados (Jean Poingdestre) fue bailío de Jersey.
Pasó más de 30 años en Roma donde tenía un taller en Via dei Greci, n. 36. Uno de sus temas preferidos era la campaña romana.